# Lithophyllum papillosum
Lithophyllum  papillosum Zanardini ex-Hauck, 1885  é o nome botânico  de uma espécie de algas vermelhas pluricelulares do gênero Lithophyllum, família Corallinaceae.
- São algas marinhas encontradas na Europa, África e Ilhas Canárias.

## Sinonímia
- Titanoderma papillosum  (Zanardini) J.H. Price, D.M. John & G.W. Lawson
- Goniolithon papillosum  (Zanardini ex Hauck) Foslie, 1898
- Dermatolithon papillosum  (Zanardini ex Hauck) Foslie, 1909